# Segelfluggelände Hersbruck

i7
i11
i13
Das Segelfluggelände Hersbruck liegt in den Gebieten der Stadt Hersbruck und der Gemeinde Happurg im Landkreis Nürnberger Land in Bayern, etwa einen Kilometer östlich des Zentrums von Hersbruck.

## Flugbetrieb
Das Segelfluggelände ist mit einer westlich gelegenen, 410 m langen und 30 m breiten Start- und Landebahn aus Gras (Richtung 09/27) und einer östlich gelegenen, 440 m langen und 30 m breiten Start- und Landebahn aus Gras (Richtung 10/28) ausgestattet. Am Platz findet Flugbetrieb mit Segelflugzeugen und Motorseglern statt. Der Start von Segelflugzeugen erfolgt per Windenstart oder Flugzeugschlepp. Die 1100 m lange Seilauslegestrecke erstreckt sich über beide Start- und Landebahnen. Starts in westlicher Richtung erfolgen auf der Piste 28, Starts in östlicher Richtung auf der Piste 09. Der Halter und Betreiber des Segelfluggeländes ist die Luftsportgemeinschaft Hersbruck e. V. Der Verein wurde 1932 gegründet.